# Trichomanes vamana
Trichomanes vamana là một loài dương xỉ trong họ Hymenophyllaceae. Loài này được C.A.Hameed & Madhus. mô tả khoa học đầu tiên năm 2005.
Danh pháp khoa học của loài này chưa được làm sáng tỏ. 